# ジン・ルイス
ジン・ルイス（Gene Lewis、本名：Gene Petit、1949年5月19日 - 2013年9月29日）は、アメリカ合衆国のプロレスラー。ニュージャージー州出身。
ヒールの中堅ラフ&パワーファイターとして、モンゴリアン、カウボーイ、ヒルビリー、ペイントレスラーなど、さまざまなギミックのキャラクターを演じた。

## 来歴
1960年代にニュージャージーからフロリダに移住し、タンパ大学にてアメリカンフットボールで活動、チームメイトにはポール・オーンドーフやディック・スレーターがいた。1972年のデビュー後は、師匠格デール・ルイスの弟と称してジン・ルイス（Gene Lewis）を名乗り、フロリダ、ルイジアナ、ジョージア、テキサスなどアメリカ南部を転戦。
1975年、カナダのモントリオールで活動していた際、同地区に遠征していたアントニオ猪木と坂口征二に見込まれ、同年7月に新日本プロレスに初来日。外国人エース格のハンス・シュミットやブルート・バーナードと組んでのタッグマッチにおいて、猪木とも度々対戦した。
その後も前座要員のヒールとして各地のアンダーカードに出場していたが、1981年6月25日、中西部のNWAセントラル・ステーツ地区にて、ルーファス・ジョーンズを破りTV王座を獲得。以降も翌1982年にかけて、デューイ・ロバートソンやマーク・ロメロを相手に同王座を争った。
1983年、フリッツ・フォン・エリックが主宰していたダラスのWCCWにおいて、辮髪に毛皮のコスチュームをまとった蒙古人ギミックのザ・モンゴル（The Mongol）に変身。スカンドル・アクバをマネージャーに迎え、5月30日にキング・パーソンズからWCCW認定のTV王座を奪取、7月11日にクリス・アダムスに敗れるまで保持した。11月には全日本プロレスにザ・モンゴリアン（The Mongolian）のリングネームで来日、鶴見五郎と組んで世界最強タッグ決定リーグ戦に出場した。
翌1984年には古巣のNWAフロリダ地区にて、カルマ（Kharma）なる顔面ペイントを施した怪奇派レスラーに再変身。ケビン・サリバン率いるアーミー・オブ・ダークネスの一員となって、ワンマン・ギャング、バズ・ソイヤー、ヒール時代のジム・ドゥガンらと共闘、ダスティ・ローデスやビリー・ジャックと抗争を展開した。
1985年7月、カウボーイ・ギミックのテキサス・レッド（Texas Red）として全日本プロレスに再来日。スタン・ハンセンのパートナーに起用され、7月29日に鹿児島県立体育館にて、ジャンボ鶴田&天龍源一郎の鶴龍コンビが保持していたインターナショナル・タッグ王座に挑戦した。この日本遠征から帰米中の8月3日、ハワイのアロハ・スタジアムで行われたイベントにジン・ルイス名義で出場し、ゲーリー・フルトン（チャーリー・フルトン）と組んで新日本プロレスの藤波辰巳&木村健吾と対戦。この試合は8月16日の『ワールドプロレスリング』において放送されたが、翌17日の『全日本プロレス中継』にもテキサス・レッドでの試合が録画放送されており、結果として新日本と全日本の両団体の中継番組に2日連続で登場することとなった。
1985年12月より、オーバーオールを身に着けた農夫スタイルのベビーフェイス、カズン・ルーク（Cousin Luke）としてWWFに登場。ヒルビリー・ジムやアンクル・エルマーらによるヒルビリー・ファミリーの一員となり、ミッドカード戦線で活動した。WWFには1986年末までレギュラー出場し、キングコング・バンディ、ビッグ・ジョン・スタッド、アドリアン・アドニス、カウボーイ・ボブ・オートン、ハーリー・レイス、カマラ、ハーキュリーズ、ジェイク・ロバーツらのジョバーを務めている。
WWF離脱後の1987年5月、再びテキサス・レッドのギミックで全日本プロレスに参戦、タイガー・ジェット・シンやキラー・トーア・カマタのパートナーを務めた。以降はセミリタイアし、1990年代はホームタウンのニュージャージーなど東部地区のインディー団体にカズン・ルークのギミックで時折出場していた。
2013年9月29日、死去。晩年は多発性硬化症および糖尿病との闘病生活を送っていた。

## 得意技
- エルボー・ドロップ
- ボディ・スプラッシュ
- シュミット式バックブリーカー

## 獲得タイトル
セントラル・ステーツ・レスリング
- NWAセントラル・ステーツTV王座：2回[8]

ワールド・クラス・チャンピオンシップ・レスリング
- WCCW TV王座：1回[9]